# Brosimum lactescens
Brosimum lactescens là một loài thực vật có hoa trong họ Moraceae. Loài này được (S.Moore) C.C.Berg mô tả khoa học đầu tiên năm 1970.